# صفط راشين
قرية صفط راشين هي إحدى القرى التابعة لمركز ببا في محافظة بني سويف في جمهورية مصر العربية. حسب إحصاءات سنة 2006، بلغ إجمالي عدد السكان في صفط راشين 21403 نسمة، منهم 10886 رجل و10517 امرأة.